# Tramwaje w Nowokuźniecku

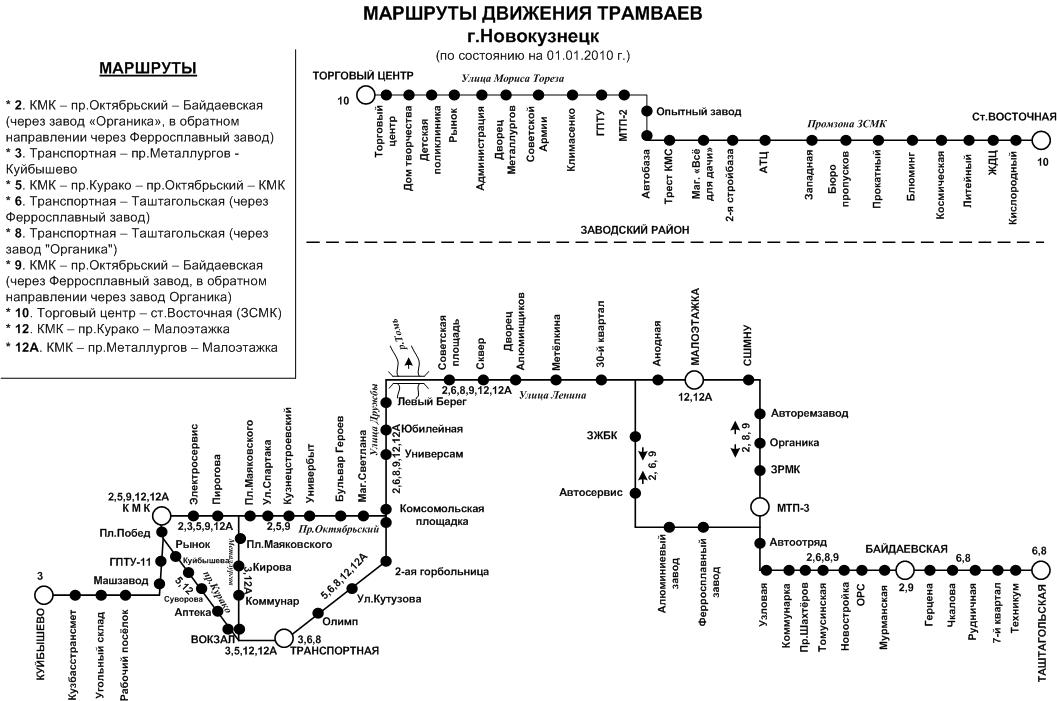
Schemat linii tramwajowych w Nowokuźniecku

Tramwaje w Nowokuźniecku – system tramwajowy działający w rosyjskim mieście Nowokuźnieck.

## Historia
Tramwaje w Nowokuźniecku uruchomiono 30 listopada 1933. W kolejnych latach sieć rozbudowywano. W 1969 uruchomiono osobną linię nr 10, która kursuje do dzisiaj. W ostatnich latach zlikwidowano trasę do Strojbaza i do Łyżnaja Baza.

## Zajezdnie
W Nowokuźniecku działają trzy zajezdnie tramwajowe:
- Zajezdnia tramwajowa nr 1 – otwarta w 1933, obsługuje 33 tramwaje
- Zajezdnia tramwajowa nr 2 – otwarta w 1969, obsługuje 33 tramwaje
- Zajezdnia tramwajowa nr 3 – otwarta w 1974, obsługuje 52 tramwaje

## Linie
Obecnie w Nowokuźniecku istnieje 9 linii tramwajowych:
| Numer linii | Trasa                                |
| ----------- | ------------------------------------ |
| 2           | KMK – Bajdajewka                     |
| 3           | Transportnaja – Kujbyszewo           |
| 5           | KMK – KMK (linia okrężna)            |
| 6           | Transportnaja – Tasztagolskaja       |
| 8           | Transportnaja – Tasztagolskaja       |
| 9           | KMK – Bajdajewka                     |
| 10          | Торговый центр – ст.Восточная (ZSMK) |
| 12          | KMK – Małoetarzka                    |
| 12a         | KMK – Małoetarzka                    |

## Tabor
Obecnie w Nowokuźniecku jest 116 tramwajów z czego najliczniejsze są tramwaje KTM-5 i KTM-8KM:
| Typ        | Liczba |
| ---------- | ------ |
| KTM-5      | 31     |
| KTM-8KM    | 34     |
| KTM-8K     | 31     |
| KTM-5A     | 8      |
| KTM-19KT   | 5      |
| AKSM-60102 | 4      |
| KTM-19K    | 3      |

Tabor techniczny składa się z 19 wagonów.